# Expreso 10 (Metropolitano)
El servicio Expreso 10 es uno de los 15 expresos que forma parte del Metropolitano, se lo puede reconocer por el color verde menta y el logo de una "EX10" en los buses troncales. Fue el primer servicio expreso que implementó la Autoridad de Transporte Urbano para Lima y Callao (ATU).
Como antecedente, desde mediados del 2021 dada la demanda de la ruta A en horas punta se implementaron unidades del regular A que salían desde el Terminal Naranjal y tenían su primera parada en la estación Caquetá, siguiendo con el resto de las paradas hasta la Estación Central, utilizando el ramal Av. Emancipación y Jr. Lampa.
El 17 de abril de 2023 oficializaron el servicio colocando un rango horario establecido, su ruta empieza en el Terminal Naranjal hasta estación Central, es el primer y único expreso en utilizar el ramal de Emancipación - Lampa.

## Horarios
| Horario de operación | Horario de operación | Horario de operación |
| EXPRESO              | Hacia el Sur         | Hacia el Norte       |
| -------------------- | -------------------- | -------------------- |
| Lunes a viernes      | 06:00 a 09:00        | Sin Servicio         |
| Sábados              | Sin Servicio         | Sin Servicio         |
| Domingos y feriados  | Sin Servicio         | Sin Servicio         |

## Estaciones
A continuación, todas las estaciones del Expreso 10, en algunas estaciones se pueden interconectar con diferentes servicios o expresos para una movilización de norte a sur o viceversa más rápida.
| \| N.º \| Estación \| Común con: \| \| -------------------------- \| --------------------------------------------- \| ---------- \| \| 1 \| Terminal Naranjal (Embarque 4) \| \| \| 2 \| Cáqueta (Embarque 1 Norte) \| \| \| RAMAL EMANCIPACIÓN - LAMPA \| \| \| \| 3 \| Ramón Castilla (Embarque 2 o 3 sur) \| \| \| 4 \| Tacna (Lado sur) (Embarque 1 sur) \| \| \| 5 \| Jirón de la Unión (Lado sur) (Embarque 1 sur) \| \| \| 6 \| Colmena (Embarque 1 sur) \| \| \| RAMAL SUR \| \| \| \| 7 \| Estación Central (Embarque 6 y 7) \| \| |                                               | |
| N.º | Estación                                      | Común con: |
| 1 | Terminal Naranjal (Embarque 4)                | Regular A · Regular D · Expreso 2 · Super Expreso · Super Expreso Norte                                                            |
| 2 | Cáqueta (Embarque 1 Norte)                    | Regular A · Regular D · Expreso 9                                                                                                  |
| RAMAL EMANCIPACIÓN - LAMPA |                                               | |
| 3 | Ramón Castilla (Embarque 2 o 3 sur)           | Regular A · Regular C |
| 4 | Tacna (Lado sur) (Embarque 1 sur)             | Regular A · Regular C |
| 5 | Jirón de la Unión (Lado sur) (Embarque 1 sur) | Regular A · Regular C |
| 6 | Colmena (Embarque 1 sur)                      | Regular A · Regular C |
| RAMAL SUR |                                               | |
| 7 | Estación Central (Embarque 6 y 7)             | Regular A · Regular C · Regular D · Expreso 1 · Expreso 6 · Expreso 7 · Expreso 11 · Expreso 12 · Expreso 13 · Super Expreso Norte |

## Lugares recurrentes en los distritos de la trayectoria
Independencia
- Mercado "Los Incas": Avenida Contisuyo 530.

San Martín de Porres - Rímac
- Centro comercial "Caquetá Plaza": Av. Caquetá 399.
- Galerías Caquetá: Av. Caquetá 425.
- Mercado Mayorista de Frutas "El Trébol de Caquetá": Av. Caquetá 800.

Centro de Lima (ramal de Av. Emancipación y Jr. Lampa.)
- Plaza Ramon Castilla: Avenida Emancipación/ Avenida Alfonso Ugarte
- Supermercado Metro Almacén Castilla: Plaza Castilla
- Farmacia Universal: Av. Emancipación 799.
- Ministerio de la Mujer y Poblaciones Vulnerables (MIMP): Av. Emancipación 226.
- Supermercado Metro Carabaya: Jr. Cusco 245
- Real Plaza Centro Cívico (Conexión directa con la Estación Central)
- (Arriba de la Estación Central) Palacio de Justicia de la República del Perú, Paseo de los Héroes Navales
- (Arriba de la Estación Central) Sheraton Lima Historic Center (Hotel Sheraton) Av. Paseo de la República 170